# Diéma (commune)
Diéma is een gemeente (commune) in de regio Kayes in Mali. De gemeente telt 30.500 inwoners (2009).
De gemeente bestaat uit de volgende plaatsen:
- Bilibani
- Bougoudéré Mahomet
- Bougoudéré Niandé
- Dampa
- Diéma
- Fangouné Bambara
- Fangouné Kagoro
- Fangouné Massassi
- Garambougou
- Guemou
- Kana
- Lacklal
- Madina-Maure
- Mambourké
- Nafadji
- Tinkaré